# 相澤理子
相澤 理子（あいざわ のりこ、1966年（昭和41年）9月17日 - 1998年（平成10年）9月23日）は宮城県出身の女性パイロット。本名は柴田理子（しばた のりこ）、旧姓相澤。塩竈市生まれ仙台市育ち。21歳で事業用操縦士の免許を取得し、当時最年少の女性プロ・パイロットとして注目された。元「みやぎ夢大使」。

## 略歴

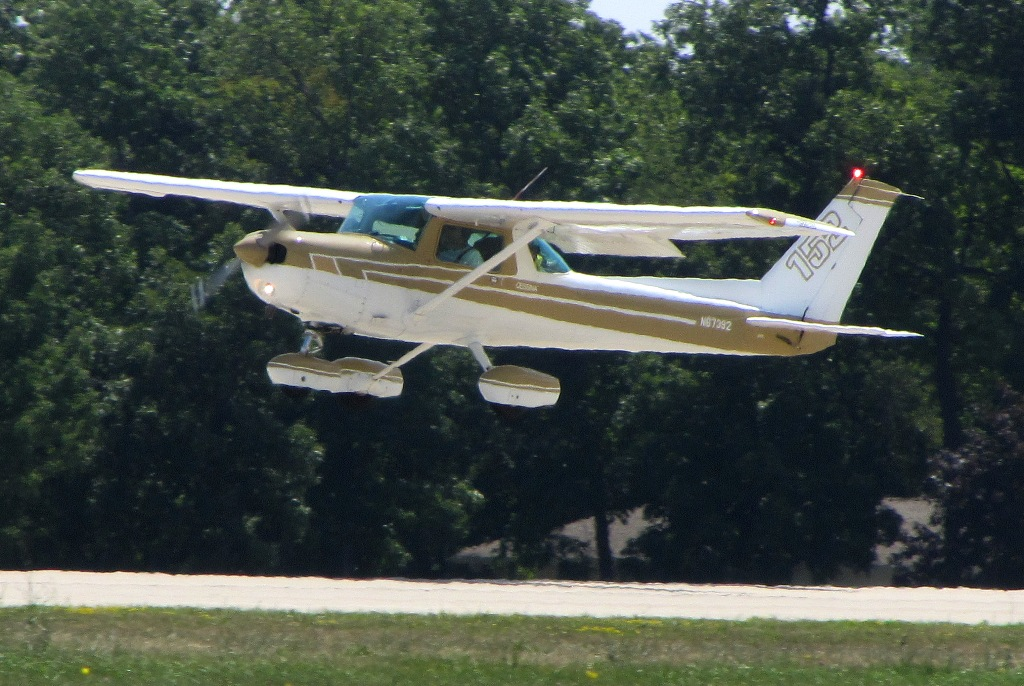
米国での同型練習機C152

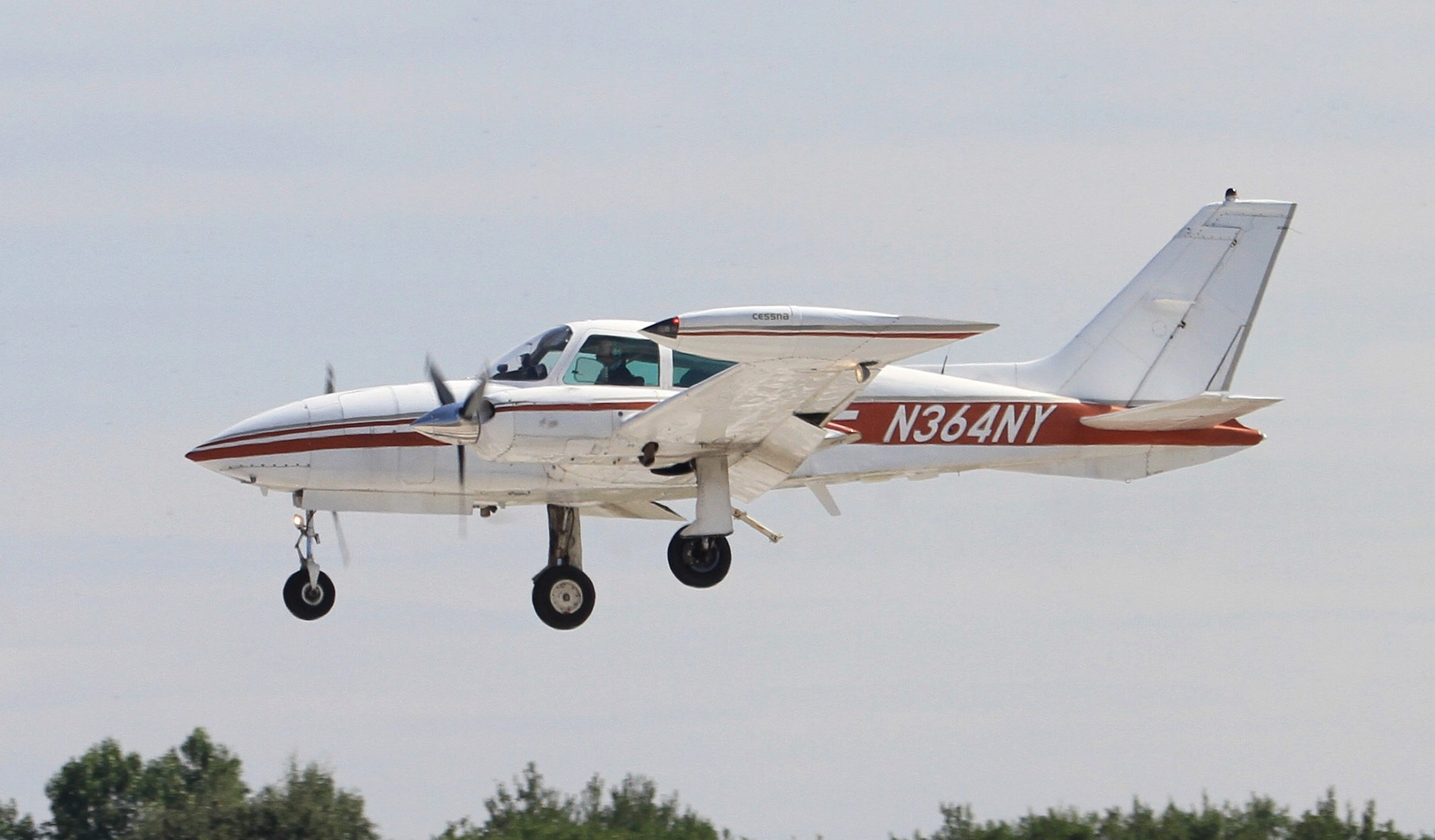
米国での同型練習機C310

父を交通事故で亡くした高校時代にパイロットを志す。東北航空大学校の修了生としてサクラメント (カリフォルニア州)のパターソン飛行学校へ留学。この間、東北航空大学校が豊田商事の詐欺事件に絡んで人手に渡り、理事長も失踪。これにより東北航空大学校に納めた訓練費用の一部が費消して米国への送金が滞り、一時は飛行訓練の継続も危ぶまれたが、東北航空大学校校長の私費援助などで辛うじて再開にこぎつけ、約一年がかりで事業用パイロット免許（米国限定）を取得した。
帰国後、円高不況の就職難に遭遇するも、東北航空大学校校長の斡旋により、名古屋空港内に本社を構える準大手の航空会社から、日本での免許取得のための追加訓練の引き受けと、国家試験合格後の社員採用の確約をもらうことができた。その後は同社の関係先でアルバイトを続けながら飛行訓練を重ね、21歳3か月で最年少の女性プロ・パイロット（単発・多発プロペラ機）となった。以後、中日本航空の運航部に所属して、空の仕事に従事する。この間、米国の飛行学校で知り合った日本人男性と共に洗礼を受け、24歳の春に結婚。
29歳のとき、周囲の反対を押して中日本航空を辞め、出資協力や経営陣への参加を求められていた北海道の新会社帯広エアーサービスに転職するも、わずか1年余りで退社。その後は夫の住む名古屋市郊外に戻って主婦をしていたが、最難関の技能証明書を必要とする大型ジェット機のエアラインパイロットを目標に、翌年の試験のための準備を始めた。その傍ら、わずかな操縦の機会も逃さぬよう努めていたところ、まもなく夫の先輩（ヘリコプターパイロット）から要請された固定翼機の慣熟飛行（仙台-名古屋）に同乗。その5か月後、再び同人からの要請を受け、名古屋飛行場～八尾空港間の往復フライトに機長として同乗した際、復路大阪府の山中に墜落死した。

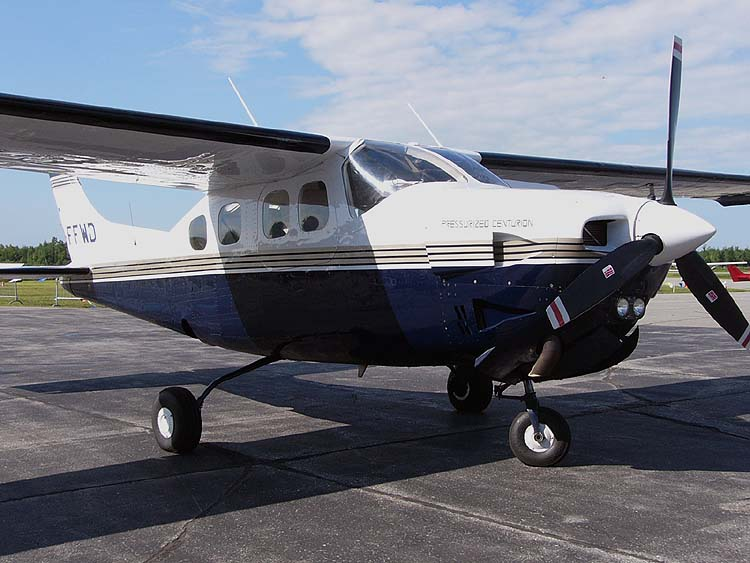
墜落の同型機P210N

原因は、超過禁止速度を超えた異常な降下旋回からの急激な回復操作により、機体に過大な荷重が発生して、主翼および尾翼が空中で破壊したと推定されている。異常な降下旋回に入ったのは、雲中飛行中に操縦者が空間識失調に陥ったものと考えられる。その理由としては、機長（女性32歳）が着座していた右前席から計器類が見にくかったこと、機長の飛行経験の期日間隔が空き過ぎ、計器飛行に不慣れであったこと、機長と左前席着座操縦士（男性46歳）ともに当該機種に不慣れであったこと、および自動操縦装置作動の際、コースに乗るための旋回が繰り返し行われたこと、などの要因が重なったため、と指摘されている。
同機はレーダーから消える1分前までは正常な飛行であったとみられ、その後短時間のうちに分解したものと推定されている。八尾空港離陸後、管制との交信はすべて機長が行っていた。同機は左前席着座操縦士（男性）が計器飛行の練習をしていた可能性も考えられるが、事故発生時に機長または左前席着座操縦士のいずれが同機の操縦をしていたかは特定できなかった。なお、この事故で亡くなった5人の搭乗者全員が小型機操縦士の免許を所持していた。

### 年譜

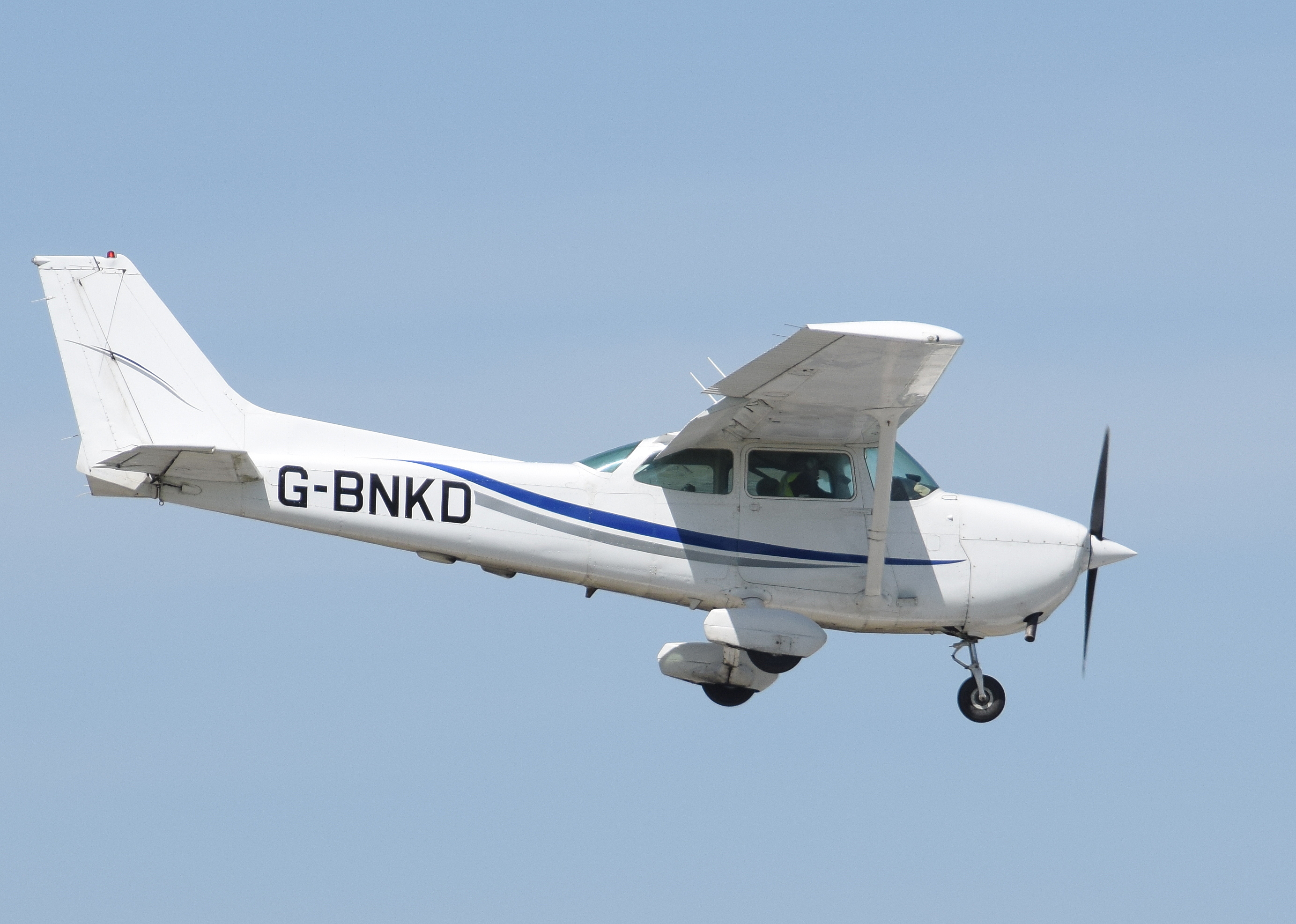
米国での同型練習機C172

- 1966年（昭和41年） - 9月17日 宮城県塩釜市にて出生
- 1977年（昭和52年） - 秋、仙台市に転居
- 1985年（昭和60年） - 4月 東北航空大学校入学、8月 パターソン飛行学校留学
- 1986年（昭和61年） - 8月上旬 帰国
- 1987年（昭和62年） - 2月 通信士（航空機用）合格、9月1日 追加訓練開始
- 1988年（昭和63年） - 1月 国家試験合格、中日本航空入社
- 1990年（平成2年） - 4月 結婚
- 1996年（平成8年） - 6月末 中日本航空退社、帯広エアーサービス入社
- 1997年（平成9年） - 「みやぎ夢大使」を委嘱される、9月末 帯広エアーサービス退社
- 1998年（平成10年） - 9月23日 事故死

## 生涯
宮城県仙台市立南光台小学校、南光台中学校、同県泉松陵高校を卒業。戦後ではあるが、最年少女性プロパイロットの記録を保っている。みやぎ夢大使 (現・みやぎ絆大使) としてスポーツ部門に選出された。
高校を卒業した相澤は、当初、小型機の操縦免許の取得を目指して1985年に東北航空大学校を受験、合格すると3期生として学課の勉強と操縦の練習を始める。同期5人のうち3人は整備士を志していた。パイロットを目指すには、事業用操縦士技能証明・計器飛行証明・飛行機陸上多発機限定・航空無線通信士・航空英語能力証明（レベル4以上）など、ひとつずつ国家試験に合格して免許取得を目指す。東北航空大学校は私立校であったため、国家試験の受験準備はできても、文部省から学校法人の認可を受けておらず、たとえば大学卒業者が取得する単位や学位、卒業資格を得ることはできなかった。
日本では飛行訓練が気象条件に左右され、十分に練習ができないため免許取得まで歳月がかかるとされる。そこで効率よく訓練を受けるとともに免許取得にかかる費用をも考慮した相澤は、1985年、東北航空大学校に入学した夏、アメリカ・カリフォルニア州に留学する。留学先のパターソンパイロット養成学校は固定翼とヘリコプターの両方の操縦士を養成しており、相澤は大学校の推薦をえて進学している。事業用操縦免許を取得するため、アメリカへ留学するパイロット志望者は増えていた。
事業用操縦免許を取得した相澤は帰国後、中日本航空に入社し小型機の操縦を行う仕事につくと航空写真のために出発するなど、乗客を伴う飛行の時間を伸ばしていく。
1998年（平成10年）9月23日、名古屋空港から八尾空港間の往復フライトを行い、同日18時6分、大阪府高槻市成合の山中に墜落、乗客乗員5人全員死亡。事故調査委員会の報告書によると、セスナP210型機の主翼はV字型に曲がり胴体から切り離されており、回転しながら垂直に落下したと考えられる。
この航空事故においては男性操縦士の慣熟飛行を援助。着席の配置は主操縦席に男性操縦士、右の副操縦席に理子、その他の乗客は客席であり、セスナP210機は水平器が左にしか付いていないため、この着座位置が墜落の一因と事故報告書は述べている。雲の中で目視飛行できない中での事故であった。日本航空の元パイロット、吉田和夫は〈鈴木パイロットの機体にトラブル〉という字が目に飛びこみ、理子(結婚して鈴木姓)のことではないかと胸騒ぎがしたという。理子の墜落死は、日本の女性パイロット（固定翼）として最初の死亡事故である。